# Павел (апостол)
Вижте пояснителната страница за други личности с името Павел.
Свети Павел пренасочва насам.  За други значения вижте Свети Павел (пояснение).
Свети апостол Павел (на иврит: פאולוס; на гръцки: Παυλος) е еврейски проповедник, един от най-важните апостоли на християнството, изиграл решаваща роля в неговото разпространение извън еврейската общност. Свети Павел извършва мисионерски пътувания и създава многобройни християнски общини на териториите на Мала Азия и Балканския полуостров около средата на първи век от Хр.
Единствените източници за живота на Павел са текстове от Новия завет, някои от тях писани след смъртта му. Той е роден в град Тарс в Киликия в еврейско семейство и името, което използва в еврейската общност, е Саул (Савел). В същото време той е римски гражданин по рождение и, когато пише на гръцки, използва латинското си име Паулус (Павел). Павел получава добро образование в школата на Гамалиил в Йерусалим и първоначално участва в гоненията срещу християните. След чудодейно явяване на Христос при Дамаск той става християнин и един от най-ревностните разпространители на християнската вяра. Проповядва в Антиохия, Киликия, Кипър, Ефес, Атина, Македония, Коринт, Испания и затова е наричан „апостол на езичниците“.
Около 67 г. Павел е осъден на смърт и екзекутиран в Рим. Разказва се, че смъртта му е съпровождана от множество чудеса – отрязаната глава на светеца продължавала да слави Господа, а там, където тя паднала, избликнали три извора (на мястото на днешния манастир „Три фонтана“ край Рим).
Новият завет на Библията съдържа четиринадесет послания, написани от апостол Павел, в които той разяснява значението на благовестието, т.е. спасението чрез вяра, както е писано в Рим.1:16: „Защото не се срамувам от благовестието (Христово), понеже то е Божията сила за спасение на всеки, който вярва – първо за юдеина, а после и за гърка.“ Православната и римокатолическата екзегетика приема авторството на Павел за всички негови послания, а протестантската смята за негови само няколко от посланията.